# Фаузі Мансурі
Фаузі Мансурі (араб. فوزي منصوري‎, 17 січня 1956, Мензель — 18 травня 2022) — алжирський футболіст, що грав на позиції захисника.
Виступав, зокрема, за клуби «Нім-Олімпік» та «Монпельє», а також національну збірну Алжиру.

## Клубна кар'єра
У дорослому футболі дебютував 1974 року виступами за команду клубу «Нім-Олімпік», в якій провів шість сезонів, взявши участь у 58 матчах чемпіонату.
Протягом 1980—1981 років захищав кольори команди клубу «Безьє».
Своєю грою за останню команду привернув увагу представників тренерського штабу клубу «Монпельє», до складу якого приєднався 1981 року. Відіграв за команду з Монпельє наступні два сезони своєї ігрової кар'єри. Більшість часу, проведеного у складі «Монпельє», був основним гравцем захисту команди.
Протягом 1983—1985 років захищав кольори команди клубу «Мюлуз».
Завершив професійну ігрову кар'єру у клубі «Монпельє», у складі якого вже виступав раніше. Прийшов до команди 1985 року, захищав її кольори до припинення виступів на професійному рівні у 1986 році.

## Виступи за збірну
У 1982 році дебютував в офіційних матчах у складі національної збірної Алжиру. Протягом кар'єри у національній команді, яка тривала 5 років, провів у формі головної команди країни 13 матчів, забивши 1 гол.
У складі збірної був учасником чемпіонату світу 1982 року в Іспанії, чемпіонату світу 1986 року у Мексиці.

## Титули і досягнення
- Бронзовий призер Кубка африканських націй: 1984